# Alfredo Guzzoni
Alfredo Guzzoni (Mantua, 12 april 1877 - Rome, 15 april 1965) was een Italiaanse officier en Generale d'Armata tijdens de Tweede Wereldoorlog. Hij was tevens Onderstaatssecretaris en plaatsvervangend stafchef van de Generale Staf.

## Leven
Alfredo Guzzoni werd op 12 april 1877 in Mantua geboren. In 1894 ging hij naar de militaire academie van Modena, en slaagde op 30 oktober 1896. Hij werd als infanterieofficier bij het 59° reggimento a Monteleone Calabro geplaatst. In de herfst van 1901 trouwde hij met Bice Cecchini, het echtpaar kregen twee dochters en een zoon. Guzzoni volgde van 1907 tot augustus 1911 een leergang aan de Scuola di Guerra voor generale stafofficieren in Turijn. Op 1 september 1911 werd hij tot Primo capitano bevorderd.
Guzzoni vocht in de Italiaans-Turkse Oorlog. Op 18 maart 1911 werd hij van de Loggia Dante Alighieri (vrijmetselarij) in Turijn lid.

### Eerste Wereldoorlog
Tijdens de Eerste Wereldoorlog was hij Capo di Stato Maggiore  (stafchef) van de 7ª Divisione  (7e Divisie) en de 11ª Divisione  (11e Divisie). Op 20 september 1917 werd Guzzoni tot Colonello bevorderd. In 1918 werd tot hij tot stafchef van het III Corpo d'armata (3e Legerkorps) benoemd. Voor een korte tijd zat hij zonder functie, en was ter beschikking van het Comando Supremo (Opperbevel van het Koninklijk Italiaans Leger).

### Interbellum
Vanaf 5 december 1926 tot 10 april 1929 was hij commandant van het 58º reggimento di fanteria "Abruzzi"  (58e Infanterieregiment). Op 1 januari 1930 werd Guzzoni tot commandant van een 3a Brigata Alpina  (3e Brigade Alpini) benoemd. Vanaf 1 oktober 1931 tot 23 september 1933 was hij commandant van de Regia accademia di fanteria e cavalleria e della Scuola di applicazione di fanteria dal  (Militaire academie van Modena) deze academie was voor infanterie en cavalerie.
Op 8 februari 1934 werd Guzzoni tot commandant van de Divisione di fanteria "granatieri di Sardegna"  (Infanteriedivisie) benoemd. Met deze divisie nam hij aan de Tweede Italiaans-Ethiopische Oorlog deel. Vanaf 1 juni 1936 was hij gouverneur van Italiaans-Eritrea. Daarna was Guzzoni ter beschikking van het Ministerie van Kolonies, tevens was hij plaatsvervangend gouverneur van Italiaans-Eritrea.
Vanaf 7 april 1939 tot 23 april 1939 was Guzzoni  opperbevelhebber van de strijdmacht voor Albanië (Comandante truppe italiane d'oltremare per l'occupazione dell'Albania). Daarna was hij opperbevelhebber van de bezettingsmacht voor Albanië.

### Tweede Wereldoorlog
In mei 1940 werd hij naar het Franse Alpenfront gestuurd om het 4ª Armata  (4e Leger) te leiden tijdens de Italiaanse invasie van Frankrijk. Guzzoni werd op 30 november 1940 tot Sottosegretario  (Onderstaatssecretaris) benoemd, deze functie vervulde hij tot 24 mei 1941. Hij was tegelijk plaatsvervangend stafchef van de Generale Staf onder de opperbevelhebber Ugo Cavallero.
Op 1 november 1941 werd Guzzoni met verlof (Ufficiali in ausiliaria) gestuurd, dit vanwege zijn leeftijd. Vanaf 20 oktober 1942 tot 30 mei 1943 werd hij weer gereactiveerd, en ter beschikking van het Ministerie van Oorlog inzake speciale opdrachten gesteld. Guzzoni werd tot commandant van de Comando FF. AA. Della Sicilia (6ª Armata) (6e Leger) benoemd. In juni 1943 voerde hij het commando over het 6e Leger tijdens de landing op Sicilië. Na de wapenstilstand van Cassibile van 8 september 1943, werd hij weer met pensioen (Ufficiali di riserva) gestuurd. In september 1943 werd hij door soldaten van de Italiaanse Sociale Republiek gevangengenomen, maar hij kon op voorspraak van Duitse officieren zijn executie ontkomen. De fascistische partijfunctionaris Roberto Farinacci had hem van verraad beschuldigd.

## Na de oorlog
Na de oorlog probeerde hij tevergeefs zijn leiderschap bij de verdediging van Sicilië erkend te krijgen.
Over het verdere verloop van zijn leven is niks bekend. Op 15 april 1965 overleed hij in Rome.

## Militaire carrière
- Generale d'Armata: 30 november 1940[7] - 1 november 1941 - 29 oktober 1942[3]
- Generale comandante designato d’armata: 15 mei 1939[7] - 4 september 1939[3]
- Generale di corpo d'armata: 11 januari 1937[7] - 1 januari 1937[3]
- Generale di divisione: 14 maart 1933[3][7]
- Generale di brigata: 1 januari 1930[7]
- Colonello: 20 september 1917[3][7] - 16 november 1917[8]
- Tenente colonnello: 1917[7]
- Maggiore: 12 december 1915[7]
- Primo capitano: 1 september 1911[7]
- Tenente: 21 december 1899[7]
- Sottotenente: 30 oktober 1896[7][8]

## Onderscheidingen
- Orde van Sint-Mauritius en Sint-Lazarus
  - Commandeur[9] op 3 juni 1937[7]
- Orde van de Italiaanse Kroon
  - Grootkruis op 19 mei 1939[7]
  - Grootofficier op 29 juni 1935[7]
  - Commandeur[9] op 10 april 1924[7]
  - Officier op 27 december 1934[7]
  - Ridder op 1 juni 1916[7]
- Militaire Orde van Savoye
  - Commandeur[9] op 16 januari 1941[7][10]
  - Ridder op 18 december 1919[7][10]
- Zilveren medaille voor Dapperheid[7][9]
- Oorlogskruis
- Dienstonderscheiding van het Leger (40 dienstjaren)[9]
- Officier in de Koloniale Orde van de Ster van Italië op 27 december 1934
- Kruis voor Militaire Verdienste[7] (3)[9]
- Herinneringsmedaille voor de Italiaans-Oostenrijkse Oorlog 1915-1918 (4 jaar campagne)[7][9]
- Herinneringsmedaille van de Eenwording van Italië[7][9]
- Overwinningsmedaille (Italië)[9]
- Gewondeninsigne